# Премананда Бхарати
Премана́нда Бха́рати (IAST: Premānanda Bhāratī; также известен как Баба Премананда Бхарати, имя при рождении — Сурендранатх Мукерджи; 1858—1914) — бенгальский кришнаитский гуру и санньяси, первым начавший проповедь гаудия-вайшнавизма на Западе.
Первоначально он не был вишнуитом и принял санньясу у йога Брахмананды Бхарати. Но уже в 1891 году Баба Бхарати становится последователем, а впоследствии и близким другом бенгальского кришнаитского гуру Прабху Джагадбандху. Вокруг последнего в 1890-е годы образовалось ривайвелистское движение внутри бенгальского вишнуизма с той особенностью, что Прабху Джагадбандху стал почитаться последователями за новое воплощение Чайтаньи.
Осенью 1902 года Баба Бхарати покинул Индию и 15 октября 1902 года, после непродолжительного визита в Париж и Лондон, прибыл в Нью-Йорк. За последующие пять лет, он выступал с лекциями, опубликовал на английском книгу о Кришне, начал выпускать вайшнавский периодический журнал и основал существовавшее непродолжительное время общество «Кришна-самадж» (Krishna Samaj) в Нью-Йорке и храм в Лос-Анджелесе, сплотив вокруг себя немногочисленную группу последователей, учения которой были сходны с позднейшей миссией ИСККОН на Западе при особенностях субтрадиции к которой принадлежал Баба Бхарати.
В опубликованной в 1904 году книге «Sree Krishna—the Lord of Love» («Шри Кришна — Господь любви») Премананда Бхарати представил гаудия-вайшнавское богословие и описание духовных практик своей традиции. Это был первый в истории объёмный труд, в котором индуистский миссионер представил западной аудитории теистические индуистские практики и верованияve». В начале XX века эта книга была прочитана многими американцами и англичанами. Экземпляр книги был послан автором русскому писателю Льву Толстому, который с увлечением прочёл её в начале 1907 года. В своих дневниках и записных книжках Толстой характеризует её как «превосходную книгу» и как «прекрасную историю Кришны». Он цитировал отрывки из этой книги в открытом «Письме индусу», упоминал её в своём письме Махатме Ганди, а 3 февраля 1907 года даже написал восторженное письмо её автору. «Я и ранее знал учение Кришны, но никогда не имел о нём такого ясного представления, какое получил по прочтении обеих частей вашей книги», — признавался Толстой в этом письме.
В 1907 году, в сопровождении семи учеников, Премананда Бхарати вернулся в Индию, где привлёк внимание прессы, в особенности в Мадрасе. В 1910 году он снова отправился проповедовать в США, но был вынужден вернуться годом позднее по причине слабого здоровья. После смерти Премананды Бхарати в 1914 году, его влияние быстро угасло, и многие из его западных учеников обратились в различные формы христианства. Верные последователи позднее создали несколько организаций, в том числе существовавший в 1930-е годы орден «Order of Living Service» и действующий до 1980-х «AUM Temple of Universal Truth».
Повторную попытку проповеди гаудия-вайшнавизма на Западе предпринял в 1933 году Бхактисиддханта Сарасвати, послав в Лондон группу своих старших учеников-санньясинов во главе со Свами Боном. В результате, сначала в Лондоне, а затем в Берлине были открыты небольшие филиалы Гаудия-матха.